# Jean-Michel Roddaz
Jean-Michel Roddaz, né le 29 février 1948 à Chambéry est un universitaire et historien français, spécialiste de la Rome antique, particulièrement de la période républicaine et augustéenne.

## Biographie
Il est agrégé d'histoire en 1972 puis docteur (Essai sur les sources du Principat augustéen sous la direction de Robert Etienne, 1976). Il est assistant d'Histoire ancienne à l'université de Pau entre 1974 et 1979. Il est habilité à diriger des recherches (Marcus Agrippa, 1984) après avoir été membre de l'École française de Rome entre 1979 et 1981. Il est maître-assistant puis professeur à l'université de Pau entre 1982 et 1988 et devient ensuite professeur d'Histoire ancienne à l'université de Bordeaux III en 1988.
Il a participé à l'ouvrage Histoire Romaine, Tome I. Des Origines à Auguste (2000) sous la direction de François Hinard et en collaboration avec Dominique Briquel et Giovanni Brizzi, rédigeant les deux derniers chapitres (« Les chemins vers la dictature » et « L'héritage »), du consulat de Jules César en l'an 59 av. J.-C. aux suicides de Marc Antoine et Cléopâtre VII en 30 av. J.-C., qui ouvrent la voie de l’Empire à Octavien, le futur Auguste.

## Publications
- Marcus Agrippa, BEFAR, no 252, Rome, 1984 [lire en ligne].
- Édition commentée des livres LXVIII-XLIX de l'Histoire romaine de Dion Cassius, CUF, Paris, 1994 (en collaboration avec M.-L. Freyburger).
- Édition commentée des livres L-LI de l'Histoire romaine de Dion Cassius, CUF, Paris, 1991 (en collaboration avec M.-L. Freyburger).
- Les Racines de l’Aquitaine, Bordeaux, 1993, (en collaboration avec L. Maurin et J.-P. Bost).
- Histoire Romaine, Tome I. Des Origines à Auguste, Fayard, Paris, 2000 (sous la direction de François Hinard ).
- Guide archéologique d’Aquitaine (en collab.), Bordeaux, 2004.
- Hérode, Le roi architecte (en collaboration avec J.-C. Golvin), Actes Sud, Arles, 2014.
- De Jules César à César Auguste : cinquante ans de révolution romaine, Recueil d'articles de Jean-Michel Roddaz, Ausonius Editions, Scripta Antiqua 134, Bordeaux, juillet 2021.